# Annales des sciences naturelles; Botanique
Annales des Sciences Naturelles; Botanique, (abreujat Ann. Sci. Nat., Bot.), va ser una revista il·lustrada amb descripcions botàniques que va ser editada a França. Van ser publicats diverses sèries des de 1834 fins al 1959. Va ser precedida per Annales des sciences naturelles. Paris and Archives de botanique i substituïda per Annales des sciences naturelles. Botanique et biologie végétale.

## Publicació
- Sèrie núm. 2, vols. 1–20, 1834–43;
- Sèrie núm. 3, vols. 1–20, 1844–53;
- Sèrie núm. 4, vols. 1–20, 1854–63;
- Sèrie núm. 5, vols. 1–20, 1864–74;
- Sèrie núm. 6, vols. 1–20, 1875–84;
- Sèrie núm. 7, vols. 1–20, 1885–94;
- Sèrie núm. 8, vols. 1–20, 1895–1904;
- Sèrie núm. 9, vols. 1–20, 1905–17;
- Sèrie núm. 10, vols. 1–?, 1919–?;
- Sèrie núm. 11, vols. 1–20, ?–1959.